# 香花小辣椒
香花小辣椒是河南省淅川县香花镇的一个辣椒品种。香花镇于1978年从日本引进栃木三鹰椒种植，之后经过培育和改良，形成了色泽鲜红、肉质肥厚、角小、辣味浓、油分高的一个辣椒品种。1993年8月在中国国家工商局注册，商标定名为香花小辣椒，1994年10月荣获了中国全国优质产品金杯奖，在北京国际农产品博览会上获金奖，并通过了中国农业部无公害农产品认证，2010年获中国国家农产品地理标志。截至2011年，香花小辣椒年出口量占全国干椒出口总量的40%以上。

## 参看
- 香花辣椒城
- 中国农产品地理标志登记列表